# Schloss Sonneck (St. Bartholomä)

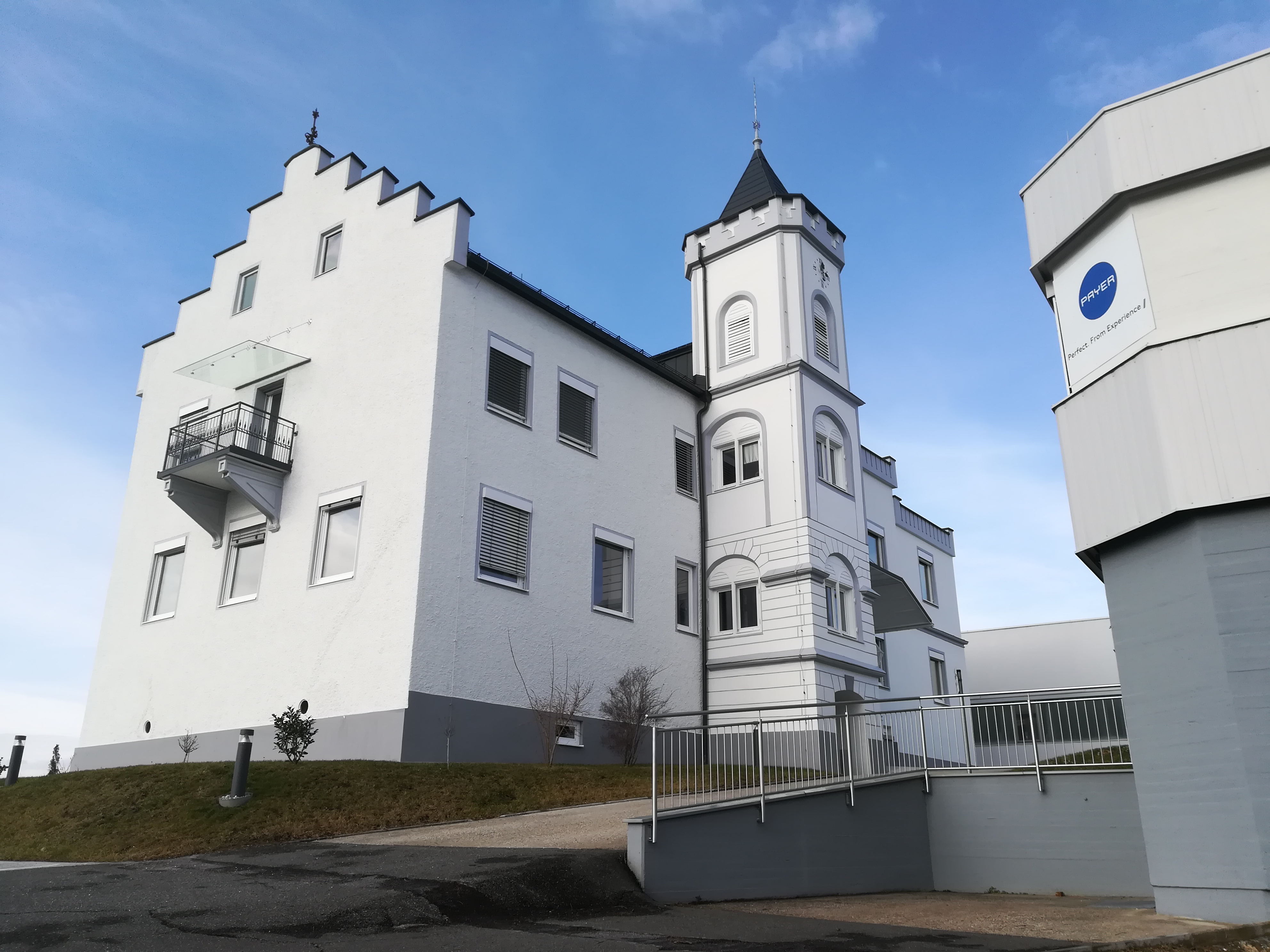
Das Schloss im Jänner 2018

Das Schloss Sonneck, auch Buschenschlössl genannt, ist ein Schloss in Sankt Bartholomä in der Steiermark. Seine heutige Gestalt stammt aus der zweiten Hälfte des 18. Jahrhunderts und einer rezenten Sanierung. Heute befindet sich in dem Gebäude der Hauptsitz der PAYER Group.

## Lage
Das Schloss steht im Gemeindegebiet von Sankt Bartholomä. Es befindet sich östlich des Kreuzeck auf dem in südöstliche Richtung abfallenden Steilhang, der das Liebochtal vom Södingtal trennt.

## Geschichte
Die Geschichte des Anwesens lässt sich bis in das 14. Jahrhundert zurückverfolgen. Damals stand auf dem Platz des heutigen Schlosses ein kleiner, befestigter Edelsitz der Ligister. Im Jahr 1404 wird erstmals ein „Ligaster Hoff“ unter dem „Sunnekh“ erwähnt. 1445 saß Friedrich Lugaster auf dem Hof. Später verkauften die Ligister den Besitz an die Grafen von Saurau. Bis 1592 saßen verschiedene Verwandte der Saurau auf dem Anwesen. Wegen hoher Schulden wurde das Gut nach dem testamentarischen Willen von Marusch von Neuhaus im Jahr 1592 verkauft. Gegen Ende des 16. Jahrhunderts ist Lorenz Weser als Besitzer nachweisbar, dessen Sohn den Besitz an Anna Maria von Pranckh verkaufte. Von dieser ging er an die Familie Wottgo über.
1694 verkaufte Maria Beigna von Wottgo das Anwesen an Christian Völkher, den Vormund der Wottgoschen Erben. Bis 1884 kam es zu mehreren Besitzerwechseln. Im Jahr 1884 kaufte Josef Kaiser das Gut und ließ es zu seiner heutigen Gestalt ausbauen. Seit 1959 dient das Gebäude der PAYER Group als Hauptsitz.

## Beschreibung
Das heute erhaltene Gebäude stammt zum Großteil aus der zweiten Hälfte des 18. Jahrhunderts, wobei ältere Teile eines Vorgängerbaus einbezogen worden sind. Das Eingangsportal wird von Sandsteinfiguren aus dem 1888 abgebrochenen Grazer Rathaus geschmückt. Die Wehranlagen sind nicht mehr erkennbar.